# Heliotropo (mineral)
El mineral heliotropo es una variedad de calcedonia (la cual es una mezcla criptocristalina de cuarzo y moganita polimórfica monoclínica). El heliotropo clásico es calcedonia con color verde con inclusiones rojas de óxido de hierro o jaspe rojo. Algunas veces las inclusiones son amarillas, en este caso el mineral recibe el nombre de plasma.
Las inclusiones rojas parecen manchas de sangre, por eso en inglés el mineral recibe el nombre bloodstone (literalmente 'piedra de sangre'), por sus manchas rojas . El nombre de heliotropo (del griego ήλιος helios, sol, τρέπειν trepein, girar) deriva de varias nociones antiguas acerca de la forma en la cual el mineral refleja la luz. Así fue descrito, por ejemplo, por Plinio (Nat. Hist. 37.165).   
El heliotropo aparece en uno de los cuentos del Decamerón de Boccaccio.